# Kratzender Kamm-Täubling
Der Kratzende Kamm-Täubling (Russula recondita) ist ein Pilz aus der Familie der Täublingsverwandten. Es ist ein kleinerer bis mittelgroßer Täubling, mit einem mehr graubraunem und am Rand kammartig gerieftem Hut, weißlichen bis cremefarbenen Lamellen und einem cremefarbenen Sporenpulver. Das Fleisch des ungenießbaren Täublings schmeckt mild, aber unangenehm und kratzt ein wenig im Hals. Der Täubling riecht unangenehm nach Gummi oder Kartoffelbovist. Man findet den weit verbreiteten, aber nicht häufigen Mykorrhizapilz von Sommer bis Herbst in lichten, grasreichen Laub- und Nadelwäldern auf mehr oder weniger sandigen und nicht zu kalkreichen Böden.

## Merkmale

### Makroskopische Merkmale
Der Hut ist jung konvex, dann flach ausgebreitet und schließlich in der Mitte niedergedrückt. Er ist 2,5–8 cm breit. Die Oberfläche ist beim jungen Pilz und bei feuchter Witterung schleimig, sonst aber trocken. Der Hut ist blass gelb-bräunlich bis stumpf strohfarben oder zimtbräunlich. Der Rand ist auf 1–2 cm Länge kammartig höckrig gerieft und oft rosa- bis zimtbraun gesprenkelt. Die Huthaut lässt sich normalerweise leicht bis zur Hälfte abziehen.
Die Lamellen sind angewachsen. Sie stehen eng oder entfernt und sind blass cremefarben bis gelblich und manchmal bräunlich gefleckt oder bräunlich verfärbt. Das Sporenpulver ist cremefarben.
Der Stiel ist 1,5–7 cm lang und 0,5–2 cm dick. Er ist weißlich, gilbt leicht oder verfärbt sich bräunlich. An der Basis ist er oft bräunlich rot. Im Alter wird der Stiel häufig hohl.
Das Fleisch ist weiß und verfärbt sich nicht, wenn man es bricht oder anschneidet.
Der Pilz riecht leicht fruchtig bis gummiartig, manchmal auch schwach nach Bittermandeln. Der Geschmack ist mild oder tranig und führt nach längerem Kauen zu einem Kratzen im Rachen.
Mit KOH verfärbt die Huthaut nicht oder nur schwach pink oder hell purpurn. Die FeSO4-Reaktion auf dem Stielfleisch ist negativ oder schwach positiv, das Fleisch verfärbt sich dann leicht rosa. Mit Guajak-Tinktur färbt sich das Fleisch blau/grün.

### Mikroskopische Merkmale
Die elliptischen Sporen sind 6,6–8,5 (9) µm lang und 5,2–6,5 µm breit. Der Q-Wert (Quotient aus Sporenlänge und breite) ist 1,2–1,4. Das Sporenornament besteht aus stumpf- bis spitzkonischen, mehrheitlich isoliert stehenden Warzen, die vereinzelt verlängert oder zusammengewachsen und stellenweise mit kurzen Linien verbunden sind. Das Ornament wird bis 0,75–1,2 µm hoch. Der Apiculus wird 1–1,37 µm lang und 0,87–1,25 µm breit. Der Hilarfleck ist nur undeutlich ausgebildet und schwach amyloid.
Die viersporigen Basidien sind keulig und messen 40–45 × 8–10 µm. Die Zystiden sind mehr oder weniger zahlreich und färben sich in Sulfobenzaldehyd grauschwarz an. Die Cheilozystiden sind überwiegend spindelig und an der Spitze mehrheitlich eingeschnürt oder tragen ein kopfigförmiges Anhängsel. Sie messen 30–65 × 6–9 µm, während die ähnlich geformten Pleurozystiden 40–80 × 7–10 µm messen.
Die Hutdeckschicht besteht aus zylindrischen, meist verzweigten und septierten, 2–4 µm breiten Haaren, deren Hyphenwände mehr oder weniger gelatinisiert sind. Ihre Hyphenenden sind stumpf oder pfriemförmig verschmälert, sie enthalten ein leicht bräunliches Vakuolenpigement. Dazwischen findet man zylindrische und zur Spitze hin oft verjüngte oder eingeschnürte Pileozystiden. Sie messen 30–35 × 3–6 µm und haben in Sulfobenzaldehyd einen grauschwarzen, körnigen Inhalt.

## Artabgrenzung
Der Kratzende Kamm-Täubling ist nicht leicht zu bestimmen, da es mit dem Milden Kamm-Täubling (Russula insignis), dem Schärflichen Kamm-Täubling (Russula pectinata) und dem Camembert-Täubling (Russula amoenolens) mehrere sehr ähnliche Arten gibt. Folgende Kennzeichen sind hilfreich: 
1. Der relativ blasse, meist strohgelbe Hut.
2. Der höckerig geriefte Hutrand mit den kleinen, kupferrotbraunen bis zimtbraunen Flecken zwischen den Furchen und Höckern.
3. Die meist orangegelbe oder orangerote Stielbasis.
4. Der zuerst milde und dann im Rachen kratzende Geschmack und der fruchtige bis gummiartige Geruch.

All diese Merkmale können unterschiedlich stark ausgeprägt sein.
Insgesamt ist der Pilz zerbrechlicher als die anderen Arten aus seiner Gruppe.

## Ökologie
Der Kratzende Kamm-Täubling ist ein Mykorrhizapilz, der sowohl mit Laub- als auch mit Nadelbäumen eine Symbiose eingehen kann. Zumindest in Deutschland ist sein wichtigster Mykorrhizapartner die Eiche, daneben können auch Hainbuche, Rotbuche, Linde, Kiefer und Fichte als Wirt dienen. Von Sommer bis Herbst kommt er einzeln oder gesellig in Eichen- und Eichenmischwäldern, aber auch in anderen Waldformen vor. Man findet ihn auch außerhalb des Waldes in Parkanlagen oder an Wegrändern unter Laubbäumen gern auf sandigen Böden.

## Verbreitung

Europäische Länder mit Fundnachweisen des Kratzenden Kamm-Täublings.
Legende:
Länder mit Fundmeldungen
Länder ohne Nachweise
keine Daten
außereuropäische Länder

Der Kratzende Kamm-Täubling im engeren Sinn (Russula recondita) ist eine europäische Art. In Deutschland ist der Täubling von der dänischen Grenze bis zum Hochrhein zerstreut verbreitet. Er ist in allen Bundesländern vertreten, wobei sich Verdichtungs- und Auflockerungsgebiete häufig abwechseln. Auch in der Schweiz ist der Täubling verbreitet, aber nicht häufig. Die Art ist meridional bis temperat und kann sowohl im Flachland als auch im Bergland gefunden werden.
Der Kratzende Kamm-Täubling wurde erst kürzlich in mehrere Arten aufgespalten (siehe Abschnitt Systematik). Als Sammelart (Russula pectinatoides agg.) ist er holarktisch verbreitet und kommt in Nordasien (Japan, Korea), Nordamerika (USA, Kanada), den Kanaren und Europa vor. In Nordamerika kommt er im Nordosten (westlich bis Michigan und südlich bis Nord-Carolina) vor.

## Systematik
Der Kratzende Kamm-Täubling galt lange Zeit nur als Unterart von Russula pectinata, dem Schärflichen Kamm-Täubling.
Die Art wird in der Literatur oft als Russula pectinatoides bezeichnet und ist unter diesem Namen bekannt. Phylogenetische Untersuchungen stellten aber fest, dass sich europäisches Material der Art genetisch vom Holotypus unterschied und demnach einer anderen Art zugeordnet werden musste. Diese neue Art ist Russula recondita. Russula pectinatoides s. str. ist eine rein amerikanische Art, die in Europa nicht vorkommt.

### Infragenerische Einordnung
Der Kratzende Kamm-Täubling ist ein typischer Vertreter der Subsektion Pectinatae, zu der kleinere bis mittelgroße Arten mit mehr bräunlicher, grauer Hutfarbe gehören. Sehr ähnlich und zumindest in älteren Pilzführern nicht sauber abgegrenzt ist der Schärfliche Kamm-Täubling (Russula pectinata).

### Varietäten und Formen
Es wurden einige Varietäten und Formen des Kratzenden Kamm-Täublings beschrieben. Deren taxonomische Bedeutung ist nach der Umkombinierung zu Russula recondita jedoch zweifelhaft.
| Varietät                                    | Autor                     | Beschreibung |
| ------------------------------------------- | ------------------------- | --- |
| Russula pectinatoides f. amarescens         | (Romagn.) Bertault (1978) | Unterscheidet sich vom Typus durch den milden und langsam bitteren Geschmack des Stielfleisches und den widerlichen Geruch. |
| Russula pectinatoides var pseudoamoenolens  | Romagn. (1962)            | Varietät mit dunkleren Farben, der von seinem Erscheinungsbild her an den Camembert-Täubling R. amoenolens erinnert. Die Lamellen und der Stiel werden schnell schmutzig ocker und dann gräulich. Der Geruch ist kaum wahrnehmbar oder leicht fruchtig. Das Sporenpulver ist creme- bis ockerfarben. Die Sporen (8 × 6,5 µm) sind mehr netzartig verbunden als beim Typus. |
| Russula pectinatoides f. dimorphocystis     | Romagn. (1967)            | Die Lamellen stehen ziemlich eng. Der Hut mit dunkelbraunem Zentrum erinnert an Russula insignis, aber der Rand ist blass und gefurcht. Die Sporen sind teilweise netzartig verbunden. Laticiferen sind reichlich vorhanden und die Zystiden sind dimorph. |
| Russula pectinatoides var. pseudoconsobrina | Romagn. (1967)            | Die Lamellen stehen sehr weit auseinander. Der Hut ist braun mit blassem, durchscheinendem Rand. Laticiferen sind ziemlich reichlich vorhanden. Die Huthaut besitzt schmale, keilförmig zugespitzte Hyphenzellenden und kleine, schmale, 3–4(5) µm breite Dermatozystiden.                                                                                                 |

## Bedeutung
Der Kratzende Kamm-Täubling ist kein Speisepilz, obwohl er in seiner Originalbeschreibung als essbar bezeichnet wird.